# Waldeck (Hessen)
Waldeck egy német kisváros Hessen északnyugati részén Waldeck-Frankenberg körzetben.

## Földrajzi helyzete
Waldeck az Edersee, az Eder folyó felduzzasztásából kialakult mesterséges tó, víztározó partján fekszik. A Waldeckhez csatolt falvak a tó partjától a Langer Waldig (Hosszú Erdő) terülnek el.
Waldeck határos északon Twistetal helységgel, északkeleten Bad Arolsen várossal, keletre Wolfhagen és Naumburg községekkel, délre Edertallal és nyugatra Vöhl községgel és Korbach várossal.
A hozzá csatolt községek: Alraft, Dehringhausen, Freienhagen, Höringhausen, Netze, Nieder-Werbe, Ober-Werbe, Sachsenhausen, Selbach és Waldeck.

## Története
Waldeck első említése 1232-ből ered, amikor a Netze kolostor egyik oklevelében universitas civitatis de waldeke áll. 1254-ig a várost Rode-nak hívták, valószínűleg azért, mert erdőirtás volt ott. A város első pecsétje 1266-ban készült és a történetileg bizonyítható első polgármestere 1311-ben volt. A 20. század elejéig Waldeck népessége alig érte el a 400 főt.
Waldeck volt a székhelye a Waldecki grófoknak, akik az 1200-as évektől kezdve fokozatosan egyre nagyobb birtokot szereztek hozzáadva Pyrmont grófságot is örökségükhöz, ebből alakult ki a Waldeck-Pyrmont hercegség 1712-ben. 1655-ben a székhelkyüket áthelyezték Arolsenbe és Waldeck elvesztette jelentőségét.
Az Ederseet, Németország harmadik legnagyobb víztározóját 1914-ben létesítették az Eder folyó völgyzárógátjának megépítésével. A gátnak kettős célja volt, egyrészt segített a Weser folyó szintjének szabályozásában, mely a hajózáshoz volt fontos, másrészt a létesített vízierőmű villamos energiát szolgáltat. A gátat a RAF (Királyi Légierő) 1943. május 17-én lerombolta óriási áradást okozva és sok emberéletet kioltva, de később újjáépült.

### Freienhagen
Freienhagen az 1974-es közigazgatási reformig önálló város volt. Városi jogokat először valószínűleg 1231-ben kapott, írásos említése 1253-ből datálódik. A 472 m magas Hünenburg hegyen, a városi erdőben prehisztórikus település nyomaira bukkantak.
A középkorban Freienhagen városi falakat kapott két városkapuval, melyeken keresztülvezetett a régi Köln-Lipcse kereskedelmi út. Ugyancsak érdemes megemlíteni a freienhageni Szabad Bíróságot (Freienhagener Freigericht).

### Közigazgatási reform
A városi reform részeként Waldeckhez csatolták a következő, korábban független helységeket: Alraft, Höringhausen, Netze, Nieder-Werbe, Selbach és Sachsenhausen. 1974-ben még az alaábbiakat is hozzácsatolták: Dehringhausen, Freienhagen és Ober-Werbe.

## Politika

### Városi tanács
A városi tanácsnak 31 képviselője van, a 2011. március 27-i választások alapján a képviselők megoszlása:
A városi végrehajtó bizottság 7 képviselőből áll, a polgármester, 2 hely az SPD-é, 2 a CDU-é és 1-1 hellyel rendelkezik az FWG és az FDP.

## Látnivalók
- Waldeck vára
- Netze kolostor, templom, 14. századbeli oltárral.
- Sachsenhäuser Warte (figyelőtorony Sachsenhausenban)
- Az Edersee gátja
- Román "erődtemplom" hagymakupolával Freienhagenban
- Favázas házak Freienhagenban
- Régi malmokcFreienhagen közelében

### Testvérváros
- Blankenhain, Türingia, 1990 óta